# Frederik van Saksen (1473-1510)

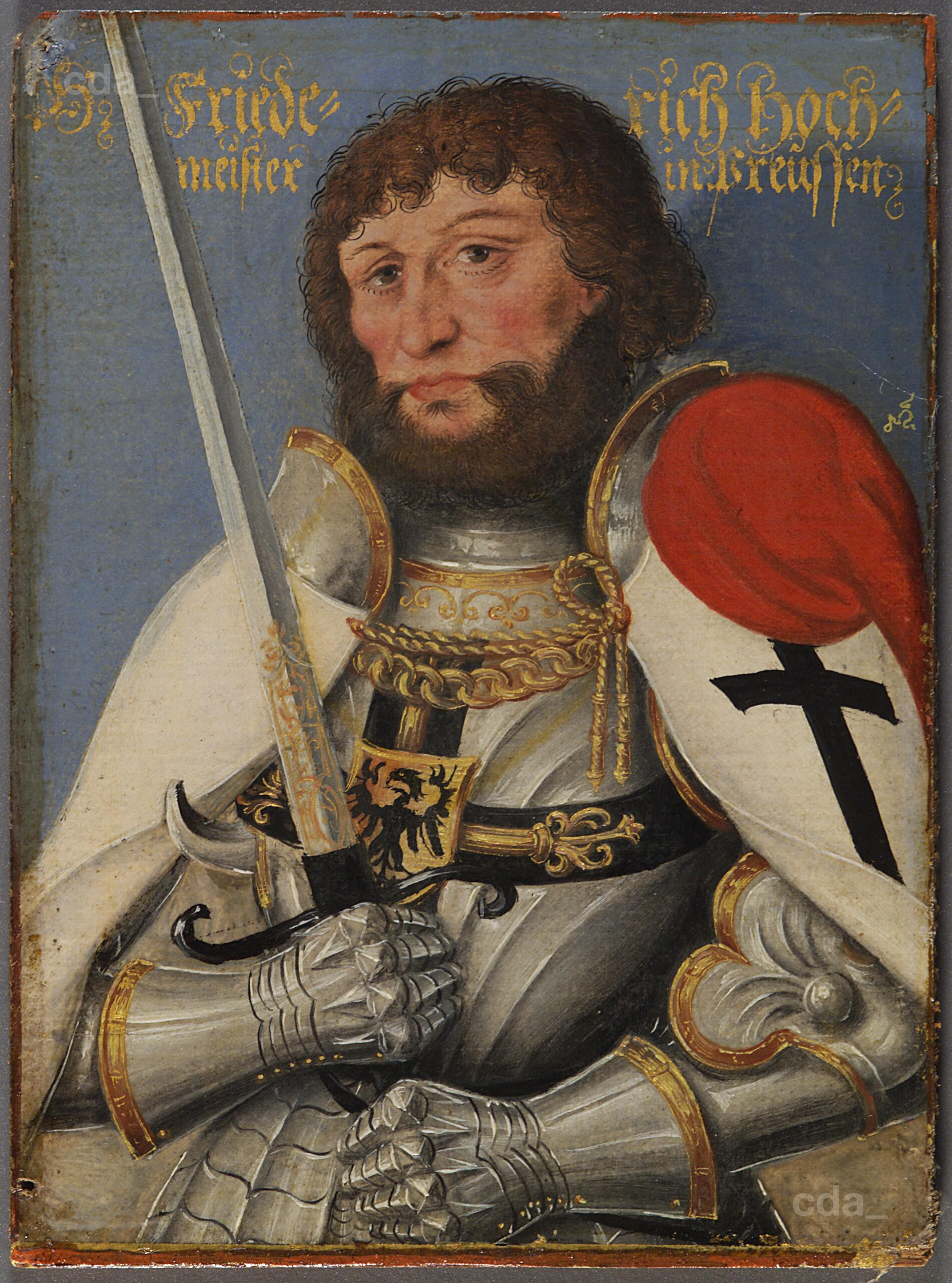
Frederik van Saksen, postuum portret door Lucas Cranach de Jongere, circa 1580.

Frederik van Saksen (Torgau, 26 oktober 1473 - Rochlitz, 14 december 1510) was van 1498 tot aan zijn dood grootmeester van de Duitse Orde. Hij behoorde tot het huis Wettin.

## Levensloop
Frederik was de derde zoon van hertog Albrecht van Saksen uit diens huwelijk met Sidonia, dochter van George van Podiebrad, koning van Bohemen.
Van 1491 tot 1495 studeerde hij aan de Universiteit van Siena, de Universiteit van Bologna en de Universiteit Leipzig. Daarna trad hij in dienst van Berthold van Henneberg, aartsbisschop van Mainz en aartskanselier van het Heilige Roomse Rijk.
In 1498 trad hij toe tot de Duitse Orde, met de uitsluitende bedoeling om grootmeester te worden. Zijn officiële verkiezing vond plaats op 29 september 1498. Frederik leidde meteen een uitgebreide en krachtige hervormingspolitiek teneinde de Duitse Ordestaat te herstellen en financieel gezonder te maken en het gewone volk te beschermen tegen aanvallen. Dat bereikte hij door het aantal visitaties uit te breiden en het invoeren van een revisiecommissie ter controle van de uitgaven. Daarnaast beval hij de inrichting van een gerechtshof als opperste juridische instantie van de Duitse Ordestaat. Bovendien begon hij de Ordestaat te herstructureren naar het voorbeeld van de Duitse territoriale vorstendommen. Nog een maatregel die hij nam was de hervorming van het muntstelsel. In korte tijd werd Frederik een van de populairste grootmeesters van de Duitse Orde ooit.
In 1503 werd de Pruisische Landsorde ter Systematisering van Wetten en Gebruiken aangenomen, in 1507 gevolgd door de Pruisische Oorlogswet ter Herstructurering van de Strijdkrachten. De laatste wet leidde ertoe dat ruim 18.000 weerbare burgers geregistreerd werden als soldaat en over een veldleger van 10.000 man en een kasteelbezetting van 8.000 man werden verdeeld.
Door de hardnekkige weigering van Frederik om trouw te zweren aan de koning van Polen dreigde zijn hele ambtsperiode een oorlog tussen Polen en de Ordestaat te ontstaan. Om veiligheidsredenen verhuisde hij zijn residentie in 1507 naar Rochlitz, in zijn thuisbasis Saksen. Het beheer van Pruisen kwam vervolgens in handen van de grootofficier van de Duitse Orde. Op de Rijksdag van Worms in mei 1509 slaagde hij er met succes in om de Tweede Vrede van Thorn, die in 1466 met Polen werd afgesloten, aan te vechten.
Hij stierf in april 1510 in Rochlitz en werd bijgezet in de Vorstelijke Kapel van de Dom van Meißen.